# Okechukwu Godson Azubuike
Okechukwu Godson Azubuike oder kurz Okeay Azubuike (* 19. April 1997 in Katsina) ist ein nigerianischer Fußballspieler.

## Karriere
Azubuike erlernte das Fußballspielen in der Nachwuchsabteilung von Niger Tornadoes und wechselte 2012 zu Bayelsa United.
In der Sommertransferperiode 2015 wurde er in die türkische TFF 1. Lig zu Yeni Malatyaspor transferiert. Im Sommer 2018 wurde er von Pyramids FC verpflichtet. Für die Rückrunde der Saison 2018/19 lieh ihn sein Verein an den türkischen Erstligisten Çaykur Rizespor aus und gab ihn im Sommer 2019 an Istanbul Başakşehir FK ab. Dort wurde er regelmäßig eingesetzt, aber auch mehrere Male verliehen.